# Filleau de Saint-Martin

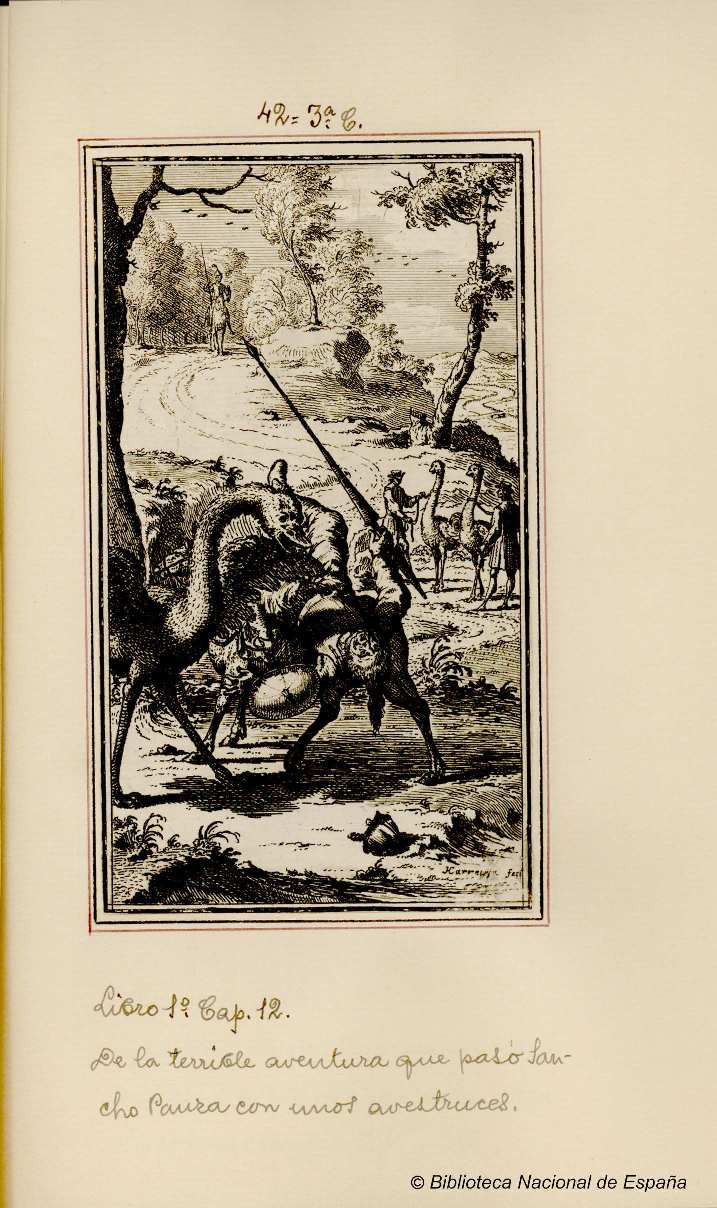
Aventura de Sancho Panza con unas avestruces. Ilustración de Jacobus Harrewijn para la Histoire de l'admirable don Quixotte de la Manche impresa en Bruselas en 1713 según la traducción de Filleau con sus adiciones, a una de las cuales corresponde el motivo de la ilustración. Biblioteca Nacional de España.

François Filleau de Saint-Martin fue un escritor francés, nacido en 1632 y muerto alrededor de 1694 o 1695. Persona próxima a los círculos jansenistas, Filleau de Saint Martin fue hermano menor de Nicolás Filleau de la Chaise.
Por encargo del editor parisiense Barbin, Filleau de Saint Martin tradujo del español al francés la célebre obra de Miguel de Cervantes Don Quijote de la Mancha, que se publicó en 1677, en cuatro volúmenes. Sin embargo, alteró el final de la obra para que Don Quijote en lugar de morir, sanase de su enfermedad, y entonces Filleau de Saint Martin escribió una continuación en francés, con el título de Historia del admirable don Quijote de la Mancha. Esta obra quedó inconclusa por su muerte, y fue proseguida a principios del siglo XVIII por Robert Challe en Continuación de la Historia del admirable Don Quijote de la Mancha.